# Gasdotto

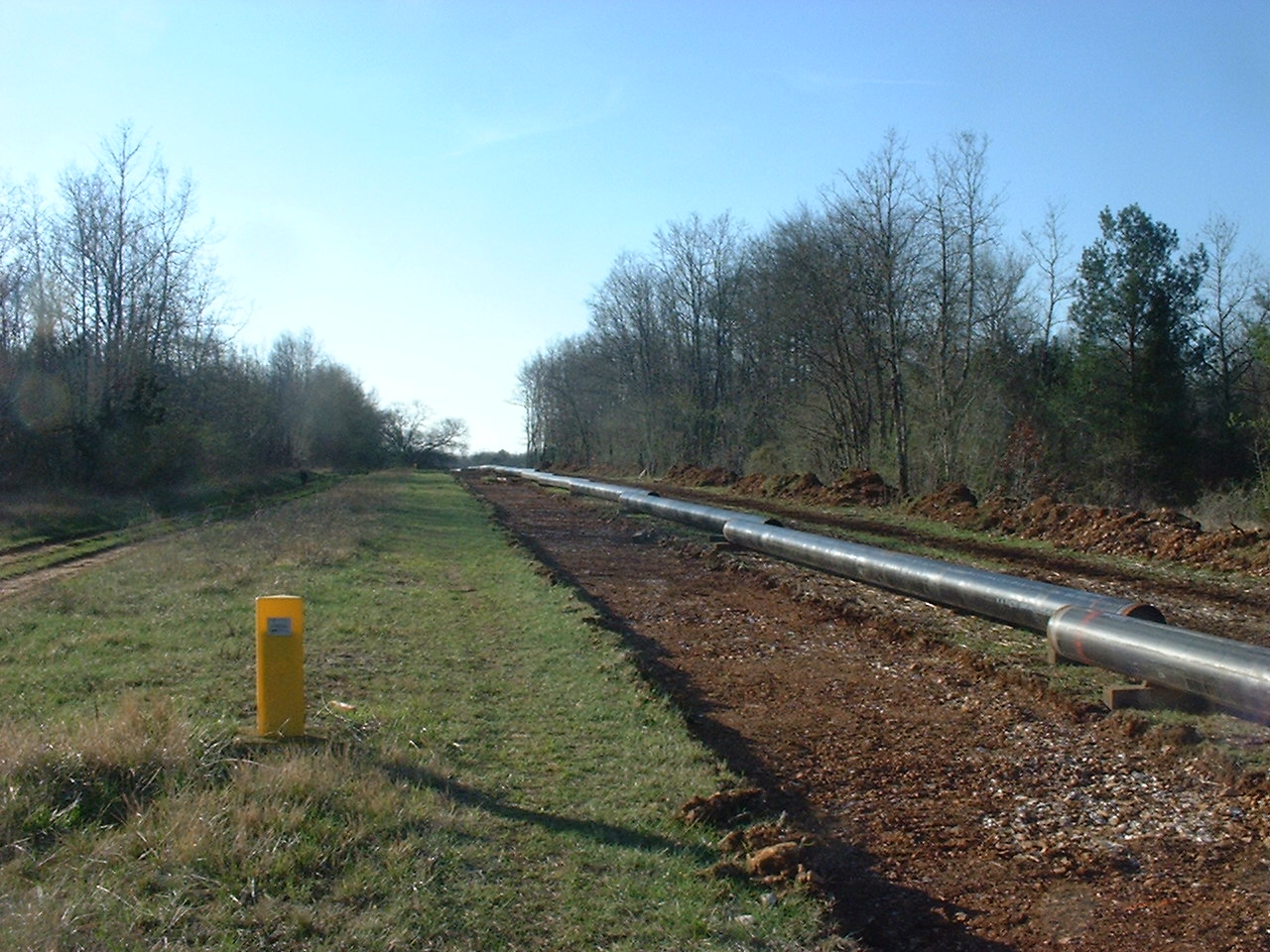
Gasdotto in costruzione a Chazelles in Francia

Il gasdotto (o gasodotto) è una condotta utilizzata per il trasporto di gas (naturale o artificiale) dal luogo di produzione a quello di consumo. Fa parte del gasdotto anche il sistema di stazioni di pompaggio e di controllo associati alle tubazioni.

## Caratteristiche
La maggior parte dei gasdotti trasporta gas naturale. Si calcola che la lunghezza totale delle condotte in tutto il mondo ammonti a circa un milione di chilometri, ovvero più di 25 volte la circonferenza della Terra.
Le tubature sono circa un metro di profondità in aree popolate, oppure collocate a terra nelle aree desertiche o dove la terra è troppo dura da scavare a causa del permafrost. Il loro diametro varia tra i 50 millimetri e i 1.400 millimetri. L'inaridimento delle fonti e la presenza di aree di produzione a grandi distanze hanno portato alla realizzazione di condotte sottomarine.

## Metanodotti

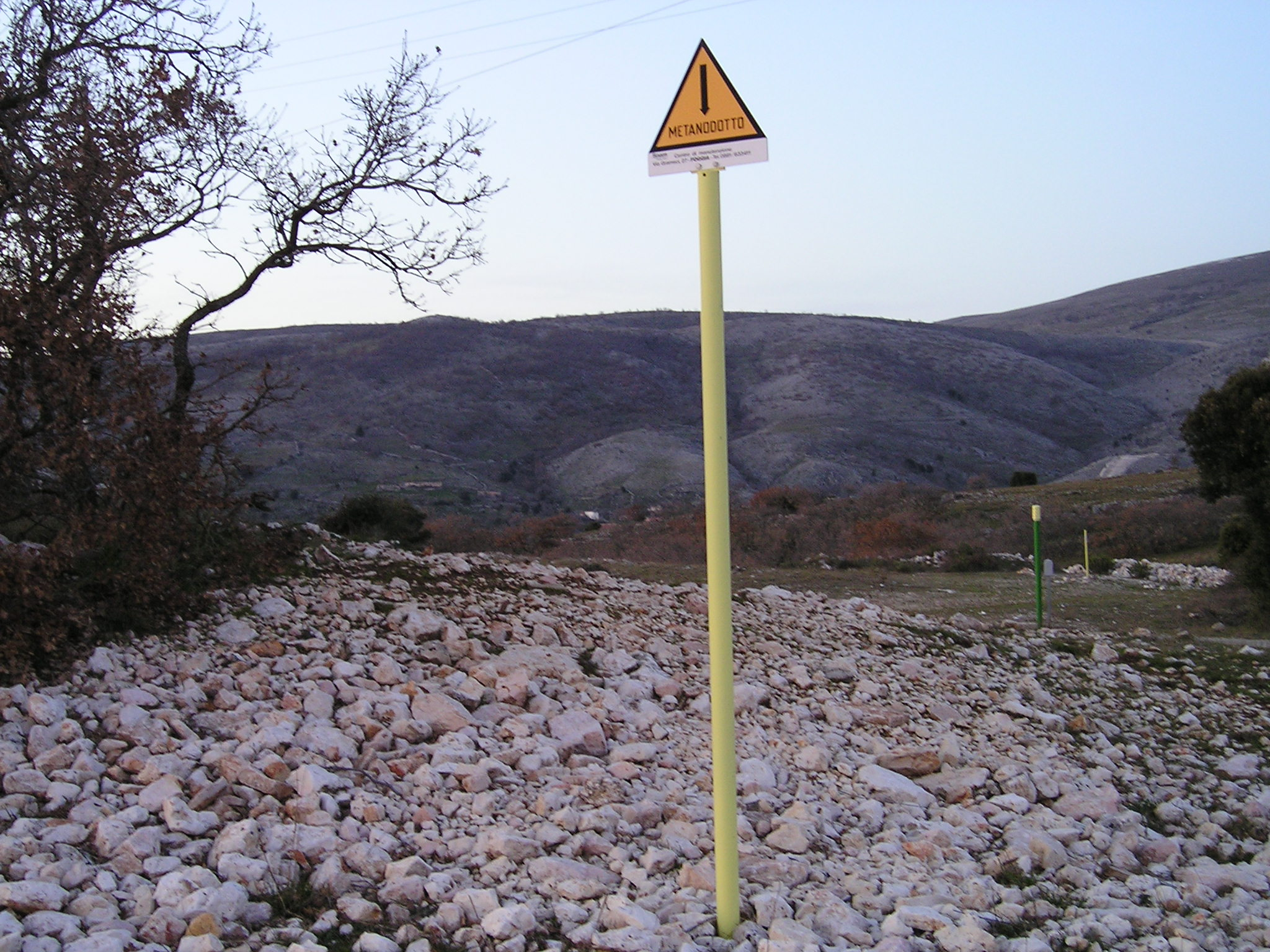
Metanodotto nei pressi di San Giovanni Rotondo (FG).

Hanno particolare importanza i metanodotti, particolari gasdotti con il compito di trasportare metano, puro oppure miscelato al cosiddetto gas illuminante.

## Tipologie
Per tipo di impiego, i gasdotti possono essere suddivisi in tre tipologie principali:
- gasdotti di raccolta, che trasportano la materia prima verso serbatoi di stoccaggio sotterranei;
- gasdotti di transito, che trasportano la materia prima ad alta pressione in prossimità degli utenti finali (abitazioni, zone industriali);
- gasdotti di distribuzione, che trasportano la materia prima a bassa pressione direttamente agli utenti finali.

## Problemi geopolitici
In tempi recenti sono alla studio ipotesi per nuove condotte congiungenti i giacimenti di gas della zona del Mar Caspio con il Mar Mediterraneo (con un forte conflitto tra i sostenitori del percorso South Stream – Russia in primis – e quelli del Nabucco, sostenuto dagli Stati Uniti e dall'Unione europea), ma la scelta del percorso preciso incontra delle difficoltà causate dal fatto che il tragitto più breve dovrebbe attraversare territori dilaniati da varie tensioni etniche (nell'area balcanica), o Paesi la cui agenda geopolitica è in potenziale conflitto con quella dei fornitori.

## Sicurezza e protezione
I gasdotti devono essere costantemente monitorati e protetti dalle aggressioni e dalle forature. Le cause di danneggiamento di una condotta possono essere:
- cause di forza maggiore, quali eventi sismici;
- incidenti nelle vicinanze, come incendi ed esplosioni;
- scavi e lavori;
- sabotaggio;
- corrosione.

La foratura di un gasdotto può causare incendi ed esplosioni, oltre al danno economico causato dalla perdita del gas e dall'interruzione del servizio di trasporto durante la riparazione.
Per evitare danni alle tubature del gas, vi sono sistemi di vigilanza passiva e attiva. I grossi gasdotti vengono monitorati giornalmente da personale dedicato, con elicotteri o fuoristrada.
Lungo il gasdotto vengono installati dispositivi di raccolta dati e di protezione attiva per monitorare e combattere la corrosione, attraverso la protezione catodica.
Per rilevare le perdite minori, una tecnica attiva è l'odorizzazione, che sfrutta l'olfatto umano e la vigilanza dei cittadini.

## Incidenti
Data la pericolosità del materiale trasportato, possono verificarsi incidenti anche gravi lungo il percorso delle condotte:
- il 4 giugno 1989 vicino a Ufa in Russia, esplode una conduttura di GPL, causando 645 morti;
- il 30 luglio 2004 incidente al più grosso gasdotto a Ghislenghien in Belgio, poco distante da Bruxelles, causando 23 morti;
- il 12 dicembre 2017 esplode il gasdotto di Baumgarten in Austria, causando 1 morto e 21 feriti.

## Gasdotti famosi
Tra i più famosi gasdotti attualmente in utilizzo possiamo ricordare:
- Blue Stream e TurkStream, che collegano la Russia con la Turchia;
- Nord Stream e Nord Stream 2, che collegano la Russia con la Germania attraverso il Mar Baltico e che hanno subìto un sabotaggio nel 2022;
- Greenstream, che collega l'Italia alla Libia;
- Gasdotto Enrico Mattei, che collega l'Italia all'Algeria via Tunisia;
- TAP - Gasdotto Trans Adriatico, conosciuto con l'acronimo inglese di TAP (Trans Adriatic Pipeline), collegamento Italia-Grecia via Albania per l'approvvigionamento di gas proveniente dal Mar Caspio e dalla zona del Caucaso.

## Gasdotti in progetto
Fra i gasdotti in progettazione di maggiore rilevanza strategica, geopolitica ed internazionale, si annoverano:
- White stream, diramazione del gasdotto del Caucaso;
- South Stream, collegamento tra Russia e Bulgaria attraverso il Mar Nero; le sue due diramazioni punterebbero poi verso l'Italia o l'Austria (la superiore), ed il Canale di Otranto e l'Italia (l'inferiore);
- Nabucco, collegamento terrestre tra regione caspica ed Europa occidentale, attraverso Turchia, Bulgaria, Romania, Ungheria ed Austria;
- Galsi, progettazione e realizzazione di un gasdotto destinato all'importazione di gas naturale dall'Algeria all'Italia attraverso la Sardegna;
- Gasdotto Trans-Caspico;
- Interconnettore Grecia-Italia, collegamento Italia-Grecia da costruire nel quadro del più ampio progetto denominato Interconnettore Turchia-Grecia-Italia (ITGI). Il braccio sottomarino nel Mare Ionio è stato ribattezzato Poseidon. Progetto in competizione con Nabucco e TAP in relazione alle fonti di approvvigionamento;
- Trans-Afghanistan Pipeline.